# 韋爾登鎮區 (密歇根州)
韋爾登鎮區（英語：Weldon Township）是位於美國密歇根州本西縣的一個行政鎮區。

## 地方資料
韋爾登鎮區的面積為94.90平方千米，當中陸地面積為94.40平方千米，而水域面積為0.50平方千米。根據2020年美國人口普查的數據，當地共有人口579人，而人口密度為每平方千米6.1人。